# Giuseppe Grezzi
Giuseppe Grezzi (Vico Equense, Nápoles, Italia, 1973) es un político y activista ecologista italiano. Actualmente ya no es portavoz de VerdsEquo de la Comunitat Valenciana dándose de baja de esta formación en diciembre de 2019, siendo sustituido por la diputada por Alicante del mismo partido, Cristina Rodríguez. Los VerdsEquo del País Valencià es uno de los muchos partidos que forman Compromís.
Nacido en Vico Equense, estudió en Salerno y ha vivido en Nueva York y Bolonia. El 15 de julio del 2000 se trasladó a Valencia, donde reside desde entonces.
En Valencia, estuvo trabajando unos años como dependiente en la biblioteca de una academia de inglés. A su vez, empezó a colaborar con la asociación ecologista Valencia Verde, donde entró en contacto con gente vinculada a Els Verds del País Valencià, partido donde militó. Después de la fundación de Els Verds-Esquerra Ecologista, Grezzi se unió al nuevo partido, y  se convirtió en el representante en la ciudad de Valencia.
Tras las elecciones de 2015 fue nombrado concejal de movilidad de la ciudad de Valencia. En septiembre de 2019, como presidente de la empresa municipal de transportes (EMT), se vio implicado en una estafa en la que fueron sustraídos 4 millones de euros de dinero público de la EMT de Valencia. Transcurridos varios años, todavía no ha aparecido el dinero.